# دانشگاه پاریس-سوربن
دانشگاه پاریس ۴ یا پاریس-سوربن (به فرانسوی: Paris-Sorbonne University) یکی از شعب سیزده‌گانه دانشگاه پاریس محسوب می‌شد که در دانشگاه سوربن ادغام گردید.
این واحد در سال ۱۹۷۰ از دانشگاه پاریس جدا شد. عمدتاً رشته‌های علوم انسانی و دانشکده‌های زبان در این دانشگاه تدریس می‌شود.
این دانشگاه در ۱۲ پردیس دانشگاهی تقسیم‌بندی شده‌است. که ۷ پردیس این دانشگاه در محله لاتین پاریس شامل ساختمان قدیمی سوربن قرار دارد.